# Zjednoczenie Narodowo-Chrześcijańskich Związków Zawodowych
Zjednoczenie Narodowo-Chrześcijańskich Związków Zawodowych (niderl. Christelijk Nationaal Vakverbond, CNV) – holenderska centrala związkowa działająca od 1909.

## Historia
CNV została założona 13 maja 1909 w Arnhem jako federacja kilku związków chrześcijańskich. Na pierwszego przewodniczącego centrali wybrano Hendrik Diemera.